# Iguaba Grande
Iguaba Grande is een gemeente in de Braziliaanse deelstaat Rio de Janeiro. De gemeente telt 22.947 inwoners (schatting 2009).
De gemeente grenst aan Araruama, Arraial do Cabo en São Pedro da Aldeia.